# Joseph Récamier

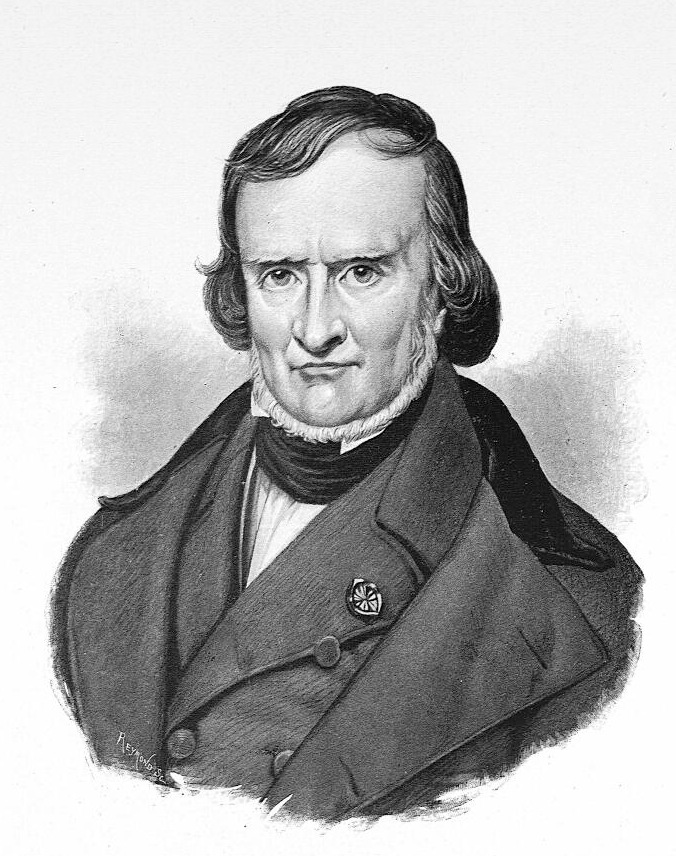
Joseph Récamier

Joseph-Claude-Anthelme Récamier (* 6. November 1774 in Cressin-Rochefort; † 22. Juni 1852 in Paris) war ein französischer Chirurg und Gynäkologe.

## Leben und Wirken
Joseph Récamier stammte aus bürgerlicher Familie. Sein Vater François Récamier war königlicher Notar. Seine Mutter Jeanne-Françoise Chaley entstammte einer seit langem eingesessenen Familie. Der Schriftsteller Jean Anthelme Brillat-Savarin war sein Pate. Mit acht Jahren wurde er seinem Onkel Jean-Claude Récamier, dem Pfarrer von Villebois, zum Lateinunterricht anvertraut und er schloss seine Schulbildung am Kolleg von Belley ab, wo u. a. der spätere Chirurg Anthelme Richerand sein Mitschüler war. 1791 begann er eine Lehre in einem Anwaltsbüro und es war vorgesehen, dass er Nachfolger seines Vaters werden sollte. Er blieb dort nur kurze Zeit, entschied sich für die Medizin und arbeitete im Spital von Belley, wo sein Cousin Anthelme Récamier (1745–1791) die Chirurgie leitete.

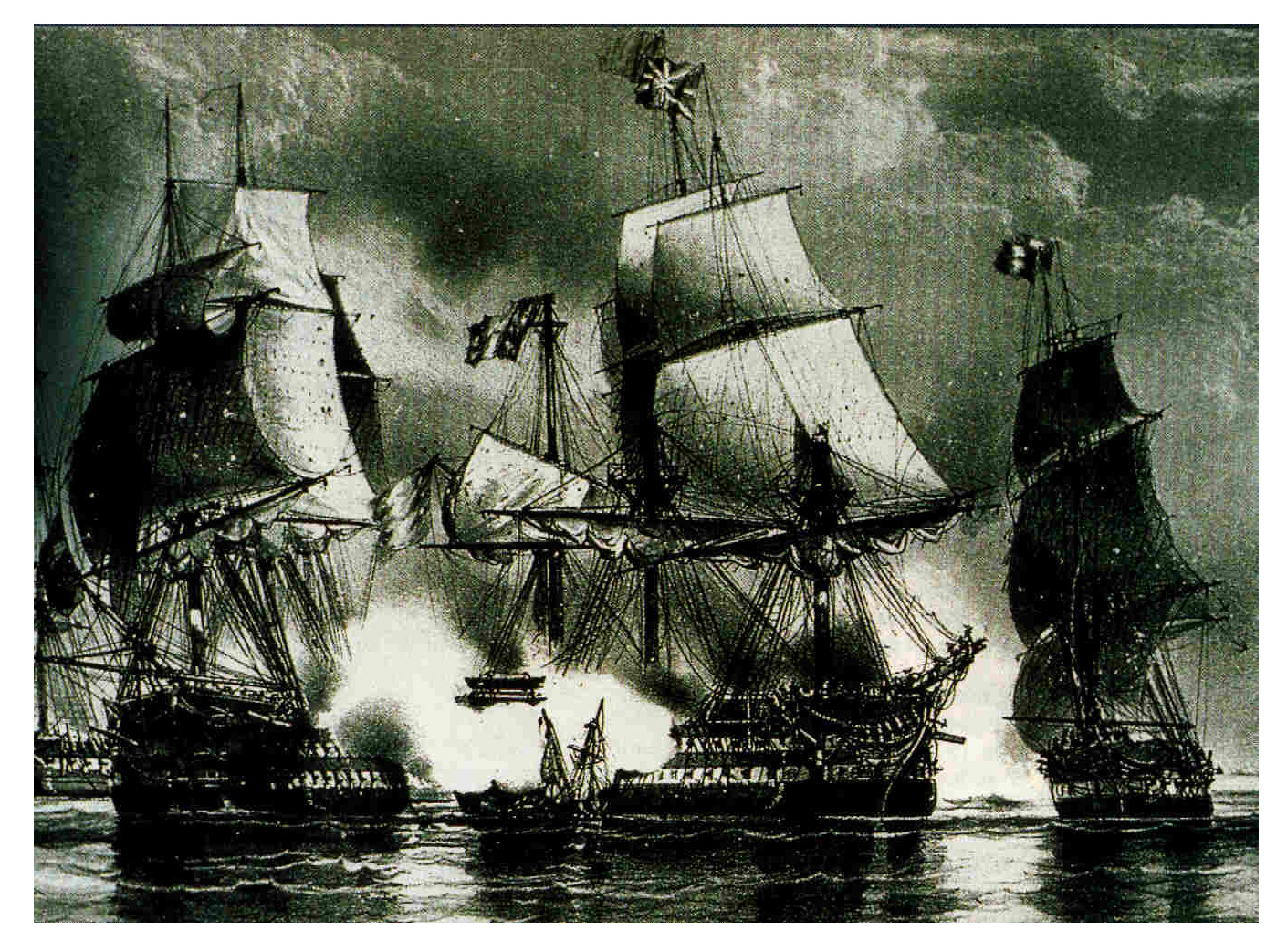
14. März 1795. Die Ça Ira in der Schlacht von Genua (Noli)

Im Oktober 1793 nahm Récamier als Hilfschirurg 3. Klasse im Sanitätskorps der Alpenarmee an der Belagerung von Lyon teil. Danach wurde er zum Spital in Bourg-en-Bresse beordert, wo er sich mit Xavier Bichat anfreundete. 1794 erhielt er ein neues militärisches Aufgebot. Er äußerte den Wunsch, zur Marine geschickt zu werden und kam daraufhin nach Toulon. Zunächst auf der Korvette Labrune, dann auf dem Kanonenschiff Ça Ira stieg er bis zum 1. Stabsarzt auf. In der Schlacht von Genua im März 1795 wurde die Ça Ira geentert und die Besatzung wurde anschließend in Saint Florent auf Korsika interniert. Récamier wurde gegen einen Britischen Stabsarzt ausgetauscht und kehrte im Oktober 1795 nach Toulon zurück. Durch Intervention von Dominique Larrey wurde er 1796 von seinen militärischen Verpflichtungen entbunden, hielt sich vom Juni 1796 bis September 1797 in Lyon auf und begab sich anschließend nach Paris, wo er einen Platz an der neu gegründeten École de Santé bekommen hatte. Hier wurde er insbesondere durch seine Lehrer Jean-Nicolas Corvisart, Philippe Pinel und Alexis Boyer beeinflusst. 1799 schloss er in Paris seine Promotion ab.

### Hôtel-Dieu

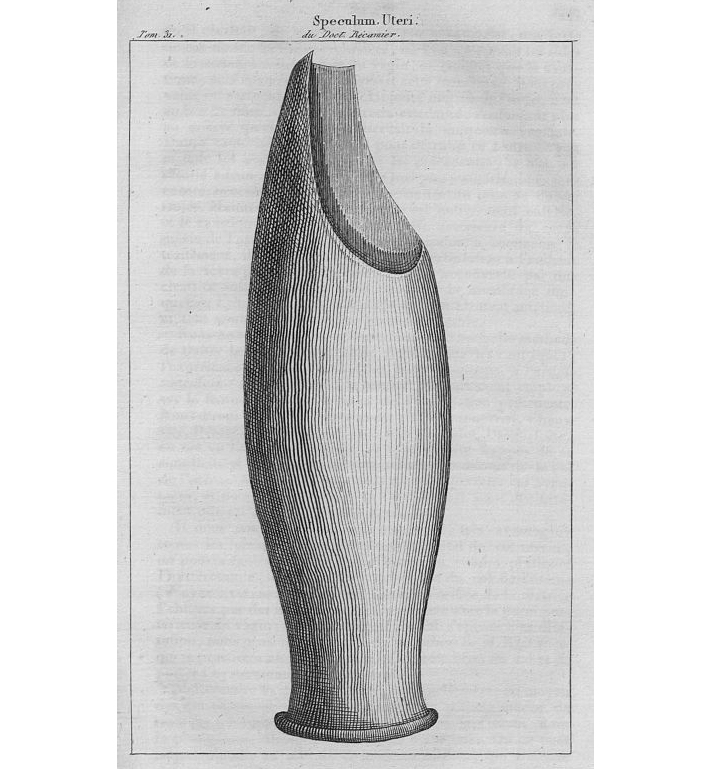
Speculum nach Récamier 1812

Ab 1799 war Rémacier Arzt, ab 1806 Chefarzt am Pariser Hôtel-Dieu. In der Auseinandersetzung zwischen der auf anatomisch-pathologischer Beobachtung aufbauenden Schule von René Laënnec und der „doctrine physiologique“ von François Magendie entschied er sich für Laënnec. 1826, nach dem Tod von Laënnec, bewarb Récamier sich erfolgreich um den freigewordenen Sitz am Collège de France. Seine erfolglosen Mitbewerber waren François Magendie und Étienne Pariset. 1823 wurde Récamier Ritter, 1850 Offizier der Ehrenlegion. In der Folge der Julirevolution von 1830 wurden die Pariser Universitätsprofessoren aufgefordert, sich am 30. September 1830 zu versammeln, um einen neuen Eid zu leisten. Récamier weigerte sich, an dieser Versammlung teilzunehmen, und wurde daraufhin entlassen. Für kurze Zeit zog er in die Schweiz in die Gegend von Fribourg, kehrte aber bald nach Paris zurück, wo er sich um seine Patienten kümmerte. 1837 nahm er seine klinischen Vorlesungen in Form von freien Kursen wieder auf, bis er 1846 aus Altersgründen zurücktrat.

### Medizinische Aktivitäten
Im Gegensatz zur damals geltenden Lehrmeinung behandelte Récamier Fieberkranke durch Abkühlung. Zur Behandlung des Gebärmutterhalskrebs verwendete er ein röhrenförmiges Spekulum, das mit seinem Namen verbunden wurde. Der Begriff Metastase im Zusammenhang mit Krebserkrankungen wurde von ihm geprägt. 1829 führte Récamier die erste Gebärmutterentfernung auf vaginalem Weg in Frankreich durch. In Deutschland wurde diese Operation bereits 1801 durch Friedrich Benjamin Osiander, 1813 durch Konrad Johann Martin Langenbeck und 1822 durch Johann Nepomuk Sauter erfolgreich angewendet.

## Schriften (Auswahl)
- Essai sur les hémorroïdes. Thèse médecine de Paris No 15. J. A. Brosson, Paris 1799 (Digitalisat).
- Discours sur l’établissement et le plan d’une bibliothèque nosocomiale et de fastes épidémiques: pronocé à la distribution des prix aux élèves en médecine et en chirurgie des hospices civils de Paris, 31 décembre 1818. Huzard, Paris 1819 (Digitalisat)
- Recherches sur le traitement du cancer par la compression méthodique, et sur l’histoire générale de la même maladie; suivies de notes. 2 Bände. Gabon, Paris 1829, Band I (Digitalisat), Band II (Digitalisat)
  - Besprechung in: Archives générales de médecine. Band 23, 1830, S. 284–288 (Digitalisat).
- Recherches pratiques sur la conduite à tenir dans le choléra algide ou asiatique. Labé, Paris 1849 (Digitalisat).
- Résumé des recherches et conseils du Dr Récamier sur le choléra, pouvant servir de guide aux familles, aux gardes-malades, en l’absence, sous la direction des médecins. Batault-Morot, Beaune 1854 (Digitalisat).